# Can Coll (Montornès del Vallès)
Can Coll és un mas al municipi de Montornès del Vallès (Vallès Oriental) protegit com a bé cultural d'interès local. Masia de planta més aviat quadrada amb carener perpendicular a la façana i teulada de dos vessants de llargada desigual, el cantó esquerra és més llarg en agafar sota el seu braç les quadres i cors aprofitant el desnivell del terra. La porta principal és d'arc de mig punt i dovelles petites, a sobre hi ha una torre una petita espitllera. Les finestres són totes, excepte les de les golfes que són de mig punt, de forma rectangular, sense decorar, però tenen dates i inscripcions. Al cantó nord de la casa hi ha una finestra en forma d'arc conopial i una espècie de roseta molt senzilla; en aquest mateix cantó arrenquen dues arcades, una de les quals arriba fins a un pou. Actualment està enderrocada la resta de la construcció. A la finestra de sobre la porta hi diu: "PAU COLL AGNES MULLER SUA 1702". A la finestra de la dreta es llegeix: "PAU COLL AGNÉS MULLER SUA 1721". A la finestra de la planta baixa hi ha una creu amb el braços més amples a les puntes que el centre.